# Manettia locuples
Manettia locuples är en måreväxtart som beskrevs av Paul Carpenter Standley och Julian Alfred Steyermark. Manettia locuples ingår i släktet Manettia och familjen måreväxter.
Artens utbredningsområde är Colombia. Inga underarter finns listade i Catalogue of Life.